# Szegilong
Szegilong ist eine ungarische Gemeinde im Kreis Tokaj im Komitat Borsod-Abaúj-Zemplén.

## Geografische Lage
Szegilong liegt in Nordungarn, 47 Kilometer nordöstlich des Komitatssitzes Miskolc, ein Kilometer westlich des Flusses Bodrog. Nachbargemeinden sind Szegi, Olaszliszka und Erdőbénye. 

## Sehenswürdigkeiten
- Reformierte Kirche, erbaut 1942–1949
- Römisch-katholische Kirche Árpád-házi Szent Erzsébet, erbaut im 20. Jahrhundert

## Verkehr
In Szegilong treffen die Landstraßen Nr. 3705 und Nr. 3801 aufeinander, westlich des Ortes verläuft die Hauptstraße Nr. 37. Die Gemeinde ist angebunden an die Eisenbahnstrecke von Szerencs nach Sátoraljaújhely.